# Communauté de communes Decazeville Communauté
La communauté de communes Decazeville Communauté est une communauté de communes française située dans le département de l'Aveyron, en région Occitanie.

## Historique
Dans le cadre des dispositions de la loi portant nouvelle organisation territoriale de la République du 7 août 2015, qui prévoit que les établissements publics de coopération intercommunale (EPCI) à fiscalité propre doivent avoir un minimum de 15 000 habitants, cette intercommunalité a été constituée, après accord des deux anciennes intercommunalités et de onze des douze conseils municipaux concernés, par la fusion, le 1er janvier 2017, de la communauté de communes du Bassin de Decazeville Aubin et de la petite communauté de communes de la Vallée du Lot,,. 

## Territoire communautaire

### Composition
En 2025, la communauté de communes est composée des 12 communes suivantes :

| Nom                 | Code Insee | Gentilé          | Superficie (km2) | Population (dernière pop. légale) | Densité (hab./km2) |
| ------------------- | ---------- | ---------------- | ---------------- | --------------------------------- | ------------------ |
| Decazeville (siège) | 12089      | Decazevillois    | 13,88            | 5 025 (2022)                      | 362                |
| Almont-les-Junies   | 12004      | Junhalmontois    | 23,75            | 438 (2022)                        | 18                 |
| Aubin               | 12013      | Aubinois         | 27,23            | 3 465 (2022)                      | 127                |
| Boisse-Penchot      | 12028      | Penchotins       | 4,64             | 515 (2022)                        | 111                |
| Bouillac            | 12030      | Bouillacois      | 8,2              | 368 (2022)                        | 45                 |
| Cransac-les-Thermes | 12083      | Cransacois       | 6,91             | 1 464 (2022)                      | 212                |
| Firmi               | 12100      | Firminois        | 29,13            | 2 333 (2022)                      | 80                 |
| Flagnac             | 12101      | Flagnacois       | 12,93            | 1 081 (2022)                      | 84                 |
| Livinhac-le-Haut    | 12130      | Livinhacois      | 10,97            | 1 102 (2022)                      | 100                |
| Saint-Parthem       | 12240      | Saint-Parthémois | 20,43            | 406 (2022)                        | 20                 |
| Saint-Santin        | 12246      | Saint-Santinois  | 22,78            | 517 (2022)                        | 23                 |
| Viviez              | 12305      | Viviézois        | 6,53             | 1 214 (2022)                      | 186                |

### Démographie
| 1968   | 1975   | 1982   | 1990   | 1999   | 2006   | 2011   | 2016   | 2022   |
| ------ | ------ | ------ | ------ | ------ | ------ | ------ | ------ | ------ |
| 31 018 | 29 581 | 27 061 | 23 766 | 21 397 | 20 700 | 19 957 | 18 950 | 17 928 |

## Organisation

### Siège
Le siège de la communauté de communes est situé à Decazeville, Maison de l'Industrie.

### Élus
La communauté de communes est administrée par son conseil communautaire, composé pour la mandature 2020-2026 de 31 conseillers municipaux représentant chacune des  communes membres et répartis en fonction de leur population de la lmanière suivante :

- 9 délégués pour Decazeville ;

- 6 délégués pour Aubin ;

- 4 délégués pour Firmi ;

- 2 délégués pour Cransac-les-Thermes, Livinhac-le-Haut et Viviez ;

- un délégué ou son suppléant pour les 6 autres communes.

Au terme des élections municipales de 2020 dans l'Aveyron, le conseil communautaire renouvelé a élu son nouveau président, François Marty, maire de Decazeville, ainsi que ses six vice-présidents, qui sont alors : 
1. Jean-Michel Reynès, maire de Saint-Parthem, chargé des finances et l'administration ressources humaines ;
2. Laurent Alexandre, maire d'Aubin, chargé du cadre de vie et de  l'environnement ;
3. Michel Raffi, alors maire de Cransac-les-Thermes chargé du commerce, de l'artisanat, du tourisme et du thermalisme ;
4. Maurice Andrieu, conseiller municipal de Decazeville,  chargé de l'urbanisme et de l'habitat ;
5. Francis Cayron, maire de Boisse-Penchot, chargé de la culture ;
6. Michèle Couderc, maire de Saint-Santin, chargée de l’action sociale, du transport et de la mobilité.

En septembre 2022, Laurent Alexandre devenu député de la deuxième circonscription de l'Aveyron démissionne en application de la législation limitant le cumul des mandats en France et est remplacé par Christine Teulier, maire-adjointe d'Aubin comme deuxième vice-présidente.
Le bureau de l'intercommunalité est constitué pour le mandat 2020-2026 du président, des six vice-présidents et de deux autres membres, Gilles Pons, maire de Bouillac, et Bruno Cavaignac, maire d'Almont-les-Junies.

### Liste des présidents
| Période   | Période   | Identité       | Étiquette | Qualité                                                                                                |
| --------- | --------- | -------------- | --------- | --- |
| 2017      | juin 2020 | André Martinez | PS        | Retraité Maire d'Aubin (2008 → 2020) Président de l'ex-CC du Bassin de Decazeville Aubin (2009 → 2016) |
| juin 2020 | En cours  | François Marty | DVC       | Retraité Maire de Decazeville (2014 → )                                                                |

### Compétences
L'intercommunalité exerce les compétences qui lui ont été trabsférées par les communes membres, dans les conditions déterminées par le code général des collectivités territoriales. Il s'agit de : 
- aménagement de l’espace : schéma de cohérence territoriale (SCOT), plan local d’urbanisme (PLU), carte communale et autres documents d'urbanisme (suivi du SCOT en lien avec le PETR Centre-Ouest Aveyron),  zones d'aménagement concerté (ZAC),  suivi des plans de prévention des risques miniers ;  réseau maillé et intercommunal de sentiers de randonnées, véloroute et voie verte ; aménagements de requalification urbaine en partenariat avec les 2 communes concernées, de la liaison à vocation intercommunale d’Aubin et de Cransac ; reconquête et valorisation environnementale, écologique, énergétique, sociale culturelle et touristique du Parc Intercommunal des Découvertes, dans un objectif d’attractivité du territoire et de développement d’activités touristiques, de bien-être et de pleine nature, etc.
- actions de développement économique : zones d’activités ; politique locale du commerce et soutien aux activités commerciales d’intérêt communautaire ; promotion du tourisme dont création d’offices de tourisme : pépinière d’entreprises et tiers lieux, aides à l’immobilier, office de tourisme et du thermalisme, etc
- gestion des milieux aquatiques et prévention des inondations (GEMAPI - compétence transférée au Syndicat Rance Célé Lot Médian) ;
- aire d’accueil des gens du voyage de Decazeville ;
- Collecte et traitement des déchets ménagers et déchets assimilés, régie de collecte et de gestion des déchèteries intercommunales d’Aubin et de Flagnac et transfert au SYDOM 12 du traitement des déchets ;
- protection et mise en valeur de l’environnement, le cas échéant dans le cadre de schémas départementaux et soutien aux actions de maitrise de la demande d’énergie : plan pluriannuel de gestion des cours d’eau (PPG), programme d’actions de prévention des inondations (PAPI), élaboration et mise en œuvre d’un Plan Climat Air Energie Territorial (PCAET), suivi du plan de gestion et entretien des parcelles boisées et forestières du domaine privé de l’EPCI sur le Parc intercommunal des découvertes, suivi du site « Natura 2000 » du Puy du Wolf, aide à l’acquisition de vélos à assistance électrique (VAE), accompagnement à la transition énergétique et au développement durable du territoire intercommunal (centrale solaire de la Découverte), entretien et valorisation des berges du plan d’eau de la découverte de Lassale, etc.
- politique du logement et du cadre de vie : actions définies et déclinées dans les axes opérationnels du Plan Local de l’Habitat (PLH), opérations d’aides aux logements de type OPAH avec l’Etat, l’ANAH et tous les organismes concernés, participation au financement de l’hébergement d’urgence en relation avec l’Association Loi 1901 « Accès Logement Insertion » sur la commune de Decazeville, etc.
- équipements culturels et sportifs, scolaires préélémentaires et élémentaires reconnus d’intérêt communautaire et d’équipements de l’enseignement pré-élémentaire et élémentaire : cinéma La Strada (en DSP avec Véo Cinéma), salle de spectacles Yves Roques, réseau des médiathèques intercommunales, soutien aux écoles de musique, diffusion de la culture scientifique et technique, arts visuels, centre équestre de la Vaysse, etc.
- Action sociale d’intérêt communautaire : maison de la petite enfance (La Capirole) avec le multi-accueil de 60 places et le Relais assistantes-maternelles (RAM), réseau de parentalité, participation à l’administration du Centre social CAF, actions de lutte contre la désertification médicale (Maisons de santé d’Aubin, Decazeville et Livinhac),
- Assainissement
- Eau potable
- Prévention de la délinquance et dispositif de réussite éducative (DRE) dans les limites du périmètre du Réseau d’éducation prioritaire (REP) ;
- Déploiement du réseau d’initiative publique très haut débit;
- Organisation de la mobilité et des transports urbains: Transport urbain du bassin (TUB), transports à la demande (TAD) et transports scolaires ;
- Création et gestion des équipements touristiques suivants : bateau de promenade et de restauration de l’Olt et quais d’embarquement, espace scénographique Terra Olt à Saint Parthem, espace scénographique du village double à Saint-Santin.

### Régime fiscal et budget
La communauté de communes est un établissement public de coopération intercommunale à fiscalité propre.
Afin de financer l'exercice de ses compétences, l'intercommunalité perçoit la fiscalité professionnelle unique (FPU) – qui a succédé à la taxe professionnelle unique (TPU) – et assure une péréquation de ressources entre les communes résidentielles et celles dotées de zones d'activité.
Elle perçoit également une taxe d'enlèvement des ordures ménagères (TEOM), qui finance le fonctionnement de ce service public.
La communauté ne reverse pas de dotation de solidarité communautaire (DSC) à ses communes membres.
En 2024, l'intercommunalité perçoit une dotation globale de fonctionnement de 1.128.551 €, soit 60,89 €/habitant.

## Projets et réalisations
Conformément aux dispositions légales, une communauté de communes a pour objet d'associer des « communes au sein d'un espace de solidarité, en vue de l'élaboration d'un projet commun de développement et d'aménagement de l'espace ».